# Bartholomäus Ringwaldt
Bartholomäus Ringwaldt, född ca. 1530 i Frankfurt an der Oder, död 1599 i Langenfeld, kyrkoherde i Langenfeld i Brandenburg. Han finns representerad i Den svenska psalmboken 1986 med bearbetning av den latinska texten till ett verk (nr 634). Ringwaldt är också representerad i bland andra danska Psalmebog for Kirke og Hjem samt med en psalmtext från 1585, som översattes till engelska, The trumpet sounds! — the day has come! av Henry Mills 1845 och med nr 1407 i The Church Hymn book 1872.

## Psalmer
- Dig, Herre, vill jag prisa (Göteborgspsalmboken 1650 s. 193-194, 1695 nr 351) Finns på Wikisource.
- Min högsta skatt, o Jesus kär (Göteborgspsalmboken 1650 på s. 262-263, 1695 nr 252, 1937 nr 282) skriven före 1588
- Vredens stora dag (1986 nr 634) bearbetad 1582 och 1586 Finns på Wikisource.

- Kommer hit till mig säger Guds Son (Kommt her zu mir, spricht Gottes Sohn).[1]